# Hazel Brugger
Hazel Brugger   (San Diego, 9 de desembre de 1993) és una poetessa de slam, humorista, artista de cabaret i presentadora de televisió suïsso-estatunidenca.
Va créixer a Dielsdorf, prop de Zúric. Després de graduar-se a Bülach, va començar a estudiar filosofia i literatura a la Universitat de Zúric, però finalment ho va deixar. Quan tenia 17 anys, va començar la seva carrera de poesia slam a Winterthur, al nord-est de Zúric.
Del 2014 al 2017, Brugger va escriure una columna quinzenal per a Das Magazin, un diari suís. Del 2013 al 2014, va ser columnista de "Hochparterre" i del TagesWoche. El 2015, va ser la moderadora del programa d'entrevistes en directe Hazel Brugger Show and Tell al Theater am Neumarkt, de Zúric, que se celebrava cada dos mesos. El 9 d'octubre de 2013, va actuar al IV Campionat de Poesia Slam de Berna. El novembre de 2015 va iniciar el seu primer programa de cabaret anomenat "Hazel Brugger passiert". El febrer de 2019 va començar una gira per Alemanya, Àustria i Suïssa amb el seu segon programa en solitari, Tropical, que va debutar a Netflix el 2 de desembre de 2020.
Des del 2016, ha format part del programa de sàtira política alemanya heute-show de la ZDF. El 26 d'abril aparèixer per primer cop com a convidada en un altre programa satíric de la ZDF, Die Anstalt. El 2017 va guanyar el Salzburger Stier, un premi per a artistes de cabaret.
El 2019, Brugger va iniciar una sèrie de YouTube que presenta amb Spitzer, coproductor i autor. El programa es diu Deutschland Was Geht. En ell, Brugger i Spitzer exploren llocs interessants i, de vegades, estranys, juntament amb diversos còmics alemanys.
El maig de 2025, Brugger va ser elegida per copresentar el Festival de la Cançó d'Eurovisió de 2025, celebrat a Basilea.